# Елеусинов, Данияр Маратович
Данияр Маратович Елеусинов (13 марта 1991 года, поселок Кайынды, Казталовский район, Западно-Казахстанская область) — казахстанский боксёр-профессионал, выступающий в полусредней и средней весовых категориях. Заслуженный мастер спорта Республики Казахстан, Олимпийский чемпион 2016, чемпион мира (2013), двукратный чемпион Азиатских игр (2010, 2014), двукратный чемпион Азии (2013, 2015) в любителях. Среди профессионалов действующий чемпион по версии IBF Inter-Continental (2020—2022) и чемпион мира по версии IBO (2021—2024) в полусреднем весе. Менеджер - Зия Алиев.

## Биография
Родился в Западно-Казахстанской области, Казталовский район, поселок Кайынды.
Боксом заниматься начал с 9 лет.
Окончил школу лицей №54 имени А.Сейдимбека в столице Казахстана — Астане.Об этом он рассказал на Олимпиаде в Рио-2016, а также в этот же год провёл урок в школе которую окончил.
Окончил экономический факультет КазАТУ имени С. Сейфуллина.
По данным на 2015 год, учился в Академии туризма и спорта в Алматы.
Является соблюдающим мусульманином, о чём открыто объявил после победы на Олимпийских играх 2016 года в Рио.

## Карьера в любителях
Многократный чемпион Казахстана, чемпион мира среди кадетов 2006 года, финалист чемпионата мира среди молодёжи 2008 года (Мексика), чемпион Молодёжных Игр Казахстана 2009 года, чемпион Казахстана 2010 года, чемпион Азиатских Игр в Гуанчжоу (Китай) 2010 года, победитель олимпийского квалификационного континентального турнира-2012, победитель Кубка РК-2012.
В августе 2012 года участвовал в Олимпийских играх в Лондоне, и прошёл два первых раунда соревнований, но вылетел в четвертьфинале, проиграв итальянцу Винченцо Манджакапре — в итоге ставшему бронзовым призёром Олимпиады.
В июле 2013 года стал чемпионом Азии в весе до 69 кг. 26 октября 2013 года стал чемпионом мира по боксу среди любителей в весовой категории до 69 кг, который проходил в Алматы, победив в финале боксера из Кубы Ариснойдиса Деспанье со счетом 30-27.
В октябре 2014 года вновь выиграл Летние Азиатские игры 2014 в Инчхоне (Южная Корея).
В октябре 2015 года на чемпионате мира в Дохе завоевал серебро. В сентябре 2015 года снова стал чемпионом Азии в Бангкоке (Таиланд).
В августе 2016 года Данияр Елеусинов стал олимпийским чемпионом на Олимпийских Играх в Рио-де-Жанейро (Бразилия), победив в финале узбекского боксёра Шахрама Гиясова. На следующий год оба ушли в профи.

## Профессиональная карьера
5 марта 2018 года Елеусинов подписал трёхлетний контракт с британской промоутерской компанией Matchroom Boxing, которая курирует 50 боксёров-профессионалов. Его дела будет вести известный британский промоутер Эдди Хирн. Данияр заявлен в профи полусреднем весе до 66,7 кг (147 фунтов).
Дебютный бой Елеусинова в профи с 22-летним непобежденным афроамериканцем Ноа Киддом (3-0-1, 2 КО) состоялся 28 апреля в Нью-Йорке на арене Барклайс-центр в андеркарте поединка Дэниела Джейкобса с поляком Мачеем Сулецки. Данияр эффектно победил нокаутом в 3 раунде из шести запланированных.
Второй поединок казахстанца прошёл 6 июня в Лондоне, в известном боксёрском зале Йорк-холл. Соперником Данияра стал венгерский джорнимен Золтан Шабо (24-11, 11 КО) по кличке Sticky Man (Прилипала), заменивший соотечественника Габора Горбича, получившего травму. Елеусинов победил по очкам (60-54), превосходя Шабо во всех шести раундах.
Третий бой Данияр провёл 4 августа в Кардиффе, Уэльс, где побил в 6-и раундах оправившегося от травмы Габора Горбича (24-11, 14 КО) также по очкам (60-54). Однако становится ясно, что без нокаутирующего удара будет трудно побеждать более серьёзных соперников на жёстком профи-ринге.
Видимо, поэтому на четвёртый бой менеджер Елеусинова Зия Алиев выбрал ему в соперники 30-летнего боксёра-легковеса Мэтта Догерти. Данияр легко переиграл того, судья остановил бой уже на третьей минуте первого раунда.
В пятом бою в ноябре 20218 года быстро побил 33-летнего никарагуанца Маркоса Мохику (16-2-2, 12 KO) по кличке Bombardero (Бомбардир), отправив того в нокаут в третьем раунде после трёх нокдаунов.
3 марта 2019 года в Филадельфии (США) встретился 36-летним мексиканцем Сильверио Ортисом (37-23, 18 КО), впервые боксировал все 8 раундов. Когда отправил соперника на канвас в 7 раунде, за удар по затылку с него сняли очко. Победил единогласным решением судей (79-70, 79-71, 79-71).
25 мая 2019 года в Оксон-Хилле победил новичка чилийца Луиса Норамбуэну (3-1-1, 2 КО) в 6-раундовом бою единогласным решением судей (60-54, 60-54, 59-55).
13 сентября 2019 года в Нью-Йорке на легендарной арене Madison Square Garden Theater в стартовом раунде уничтожил американца Решарда Хикса (12-1-1, 6 KO). Данияр навязал оппоненту быстрый бокс с молниеносными атаками и соперник не успевал на них реагировать. Почти сразу Хикс перешёл в режим выживания Американец побывал на канвасе, смог продолжить бой, но вскоре рефери остановил бой. ТКО 1.
20 декабря 2019 года в Финиксе (Аризона) победил мексиканца Алана Санчеса (20-5-1, 10 КО). Казахстанец контролировал ход боя со стартового раунда, работал с дальней дистанции джебом, уже в первом раунде оставил на лице Санчеса гематому — травма левого глаза усугубилась к 5-ому раунду, что и стало причиной остановки боя. ТКО 5.
В 2020 году вышел на ринг только в конце года. Соперником стал бывший чемпион и участник боя за абсолютное чемпионство Джулиус Индонго (23-2, 12 КО) из Намибии. Бой изначально был намечен на 17 апреля на ринге MGM National Harbor в Оксон-Хилле (США), но прошел 27 ноября а Голливуде. Бой двух левшей продлился всего два раунда. В середине стартового раунда он уронил намибийца коротким левым боковым, но Индонго смог достоять. Во 2-м раунде Индонго вновь упал в нокдаун, после чего дал понять рефери, что продолжать не будет. ТКО 2. На ставке был титул IBF Intercontinental, а после боя Елеусинов поднялся на 8-е место в рейтинг IBF в полусреднем весе. 
Вначале июня 2021 года расстался с топовым британским промоутером Эдди Хирном.
Следующий бой провел только через год в Казахстане. 18 декабря 2021 года в Нур-Султане провел бой с аргентинцем Хуаном Эрнаном Леалой (15-2, 4 КО). На ставке боя был второстепенный пояс по версии IBO. Аргентинец оказывался в нокдаунах во 2-ом раунде дважды и один раз в 3-м, но всё же смог дотянуть до конца боя. Счёт судей:120-105 дважды и 120-106. В мае 2022 года покинул рейтинг IBF
28 сентября 2024 года в Алмате (Казахстан) вернулся после почти 3-летнего перерыва. Соперником стал филиппинский джорнимен Джо Нойней (23-5-2, 11 КО). Филиппинец оказывался на полу в стартовом раунде и 4-ом. После 5-го бой был остановлен ввиду отказа. 
19 июля 2025 года в Вашингтоне (США) провёл бой в лимите среднего веса (72.5 кг) победил нокаутом во втором раунде ещё одного филиппинца Джеймса Бейкона (26-5, 17 КО). Он не дрался с 2021 года и последний бой проиграл нокаутом. Поединок с казахстанским фаворитом был закончен после удара по корпусу. ТКО 2.

## Таблица профессиональных поединков
В таблице перечислены результаты всех поединков боксёров.
В каждой строке указан результат поединка. Дополнительно номер поединка обозначен цветом, который обозначает итог поединка. Расшифровка обозначений и цветов представлена в нижеследующей таблице.
| Пример | Расшифровка                     |
| ------ | ------------------------------- |
|        | Победа                          |
|        | Ничья                           |
|        | Поражение                       |
|        | Планируемый поединок            |
|        | Поединок признан несостоявшимся |
| КО     | Нокаут                          |
| ТКО    | Технический нокаут              |
| PTS    | Решение судей (по очкам)        |
| UD     | Единогласное решение судей      |
| MD     | Решение большинства судей       |
| SD     | Раздельное решение судей        |
| RTD    | Отказ от продолжения боя        |
| DQ     | Дисквалификация                 |
| NC     | Поединок признан несостоявшимся |

| 13 поединков, 13 побед (8 нокаутом). | 13 поединков, 13 побед (8 нокаутом). | 13 поединков, 13 побед (8 нокаутом). | 13 поединков, 13 побед (8 нокаутом). | 13 поединков, 13 побед (8 нокаутом).                      | 13 поединков, 13 побед (8 нокаутом). | 13 поединков, 13 побед (8 нокаутом).                                                       | 13 поединков, 13 побед (8 нокаутом). |
| Боипобеды/поражения                  | Рекорд                               | Дата боя                             | Соперник                             | Место проведения боя                                      | Раундов, время                       | Дополнительно                                                                              |                                      |
| ------------------------------------ | ------------------------------------ | ------------------------------------ | ------------------------------------ | --------------------------------------------------------- | ------------------------------------ | ------------------------------------------------------------------------------------------ | ------------------------------------ |
| 11                                   | 11 (6)-0                             | 19 декабря 2021                      | Хуан Эрнан Леал (15-1)               | Нур-Султан, Казахстан                                     | UD(12)                               | Завоевал вакантный титул чемпиона мира по версии IBO в полусреднем весе.                   |                                      |
| 10                                   | 10 (6)-0                             | 27 ноября 2020                       | Джулиус Индонго (23-2)               | Seminole Hard Rock Hotel & Casino, Холливуд, Флорида, США | TKO 2 (10)                           | Завоевал вакантный титул чемпиона мира по версии IBF Inter-Continental в полусреднем весе. |                                      |
| 9                                    | 9 (5)-0                              | 20 декабря 2019                      | Алан Санчес (20-4-1)                 | Токинг Стик Ризот-арена, Финикс, Аризона, США             | TKO 5 (10), 0:19                     |                                                                                            |                                      |
| 8                                    | 8 (4)-0                              | 13 сентября 2019                     | Решард Хикс (12-0-1)                 | Мэдисон-сквер-гарден, Манхэттен, Нью-Йорк, США            | TKO 1 (10), 2:38                     |                                                                                            |                                      |
| 7                                    | 7 (3)-0                              | 25 мая 2019                          | Луис Норамбуэна (3-1-1)              | MGM National Harbor, Оксон-Хилл, Мэриленд, США            | UD (6)                               | Счёт: 60-54, 59-55, 60-54.                                                                 |                                      |
| 6                                    | 6 (3)-0                              | 15 марта 2019                        | Сильверио Ортис (37-23)              | Liacouras Center, Филадельфия, США                        | UD (8)                               |                                                                                            |                                      |
| 5                                    | 5 (3)-0                              | 24 ноября 2018                       | Маркос Мохика (16-2-2)               | Casino de Monte Carlo Salle Medecin, Монте-Карло, Монако  | TKO 3 (6), 1:09                      |                                                                                            |                                      |
| 4                                    | 4 (2)-0                              | 20 октября 2018                      | Мэтт Догерти (8-5-1)                 | ТД-гарден, Бостон, США                                    | TKO 1 (6), 2:33                      |                                                                                            |                                      |
| 3                                    | 3 (1)-0                              | 4 августа 2018                       | Габор Горбич (24-11)                 | Ice Arena Wales, Кардифф, Уэльс, Великобритания           | UD (6)                               |                                                                                            |                                      |
| 2                                    | 2 (1)-0                              | 6 июня 2018                          | Золтан Шабо (24-11)                  | Йорк-холл, Лондон, Англия, Великобритания                 | UD (6)                               |                                                                                            |                                      |
| 1                                    | 1 (1)-0                              | 28 апреля 2018                       | Ноа Кидд (3-0-1)                     | Барклайс-центр, Нью-Йорк, США                             | KO 3 (6), 2:52                       | Профессиональный дебют.                                                                    |                                      |

## Семья
- Дедушка по отцу Талип — был борцом в молодости, 43 года был учителем физкультуры в школе.[25]
- Отец — Елеусинов Марат Талипович (род.14.01.1961)[26], тренер-преподаватель по боксу высшей категории[26]. Заслуженный тренер Казахстана.[27]
- Мама — Галия Нурмухановна, (род.1961)[28][29] из Алматинской области[30], учитель физкультуры[31], домохозяйка[32].
- Старшая сестра — Динара (род.1984), хореограф, младший сержант, старший инструктор-солист ансамбля песни и танца Национальной гвардии МВД.
- Старший брат — Даурен (род.25.05.1986), с 12 лет занимается боксом,[27] чемпион мира по боксу среди студентов 2006 года, двукратный чемпион РК, бронзовый призер чемпионата Азии, мастер спорта по боксу РК.[33] На данный момент, боксёр-профессионал. С 2014 года тренируется в Бруклине (США).[34].
- С 2014 года Данияр был женат на Алине Курбаналиевне[35]. Но развёлся в 2017 году[36]. У бывших супругов есть сын по имени Даниэль (2015 г.р.).

## Интересные факты
- В 2015 году Семья Елеусиновых победила в городском конкурсе «Мерейлі отбасы-2015» (Счастливая семья) в городе Астане.[31]
- В 2015 году подписал контракт с рекламной кампании шампуня Head&Shoulders, став официальным лицом марки в Казахстане.[37][38]
- За победу на Олимпиаде 2016 в Рио-де-Жанейро Данияр Елеусинов получил от президента Нурсултана Назарбаева Орден «Барыс» 2 степени[39], от правительства РК — чемпионскую премию 250 000 долларов США[40], от акима Астаны Асета Исекешева трёхкомнатную квартиру в столице и чёрный внедорожник Toyota Land Cruiser[41], а министр внутренних дел Калмуханбет Касымов произвёл старшего инструктора спортивной команды Национальной гвардии Елеусинова в лейтенанты с вручением ведомственной медали «Халықаралық ынтымақтастықты дамытуға қосқан үлесі үшін» (За вклад в развитие международного сотрудничества").[42].
- На родине олимпийского чемпиона аким Западно-Казахстанской области Алтай Кульгинов вручил призовые сертификаты по 10 миллионов тенге Данияру и его отцу-тренеру Марату Елеусинову. Свой сертификат Данияр передал общественному объединению «Байтерек» для лечения детей с инвалидностью ДЦП[43].
- В Уральске в ноябре 2016 года в новом Дворце школьников открыт центр бокса имени олимпийского чемпиона Данияра Елеусинова[44].
- Казахстанские боксеры завоевывали Олимпийскую золотую медаль в категории до 69 кг 4 раза подряд: Бахтияр Артаев (2004 — Афины), Бакыт Сарсекбаев (2008 — Пекин), Серик Сапиев (2012 — Лондон) и Данияр Елеусинов (2016 — Рио-де-Жанейро). Цепочка прервалась на Олимпийских играх в Токио 2020 после поражения Абылайхана Жусупова американскому боксеру Деланте Джонсону в 1/8 финала.